# Chasseneuil-sur-Bonnieure
Chasseneuil-sur-Bonnieure è un comune francese di 3 214 abitanti situato nel dipartimento della Charente, nella regione della Nuova Aquitania.

## Società

### Evoluzione demografica
Abitanti censiti